# Manfred Görtemaker

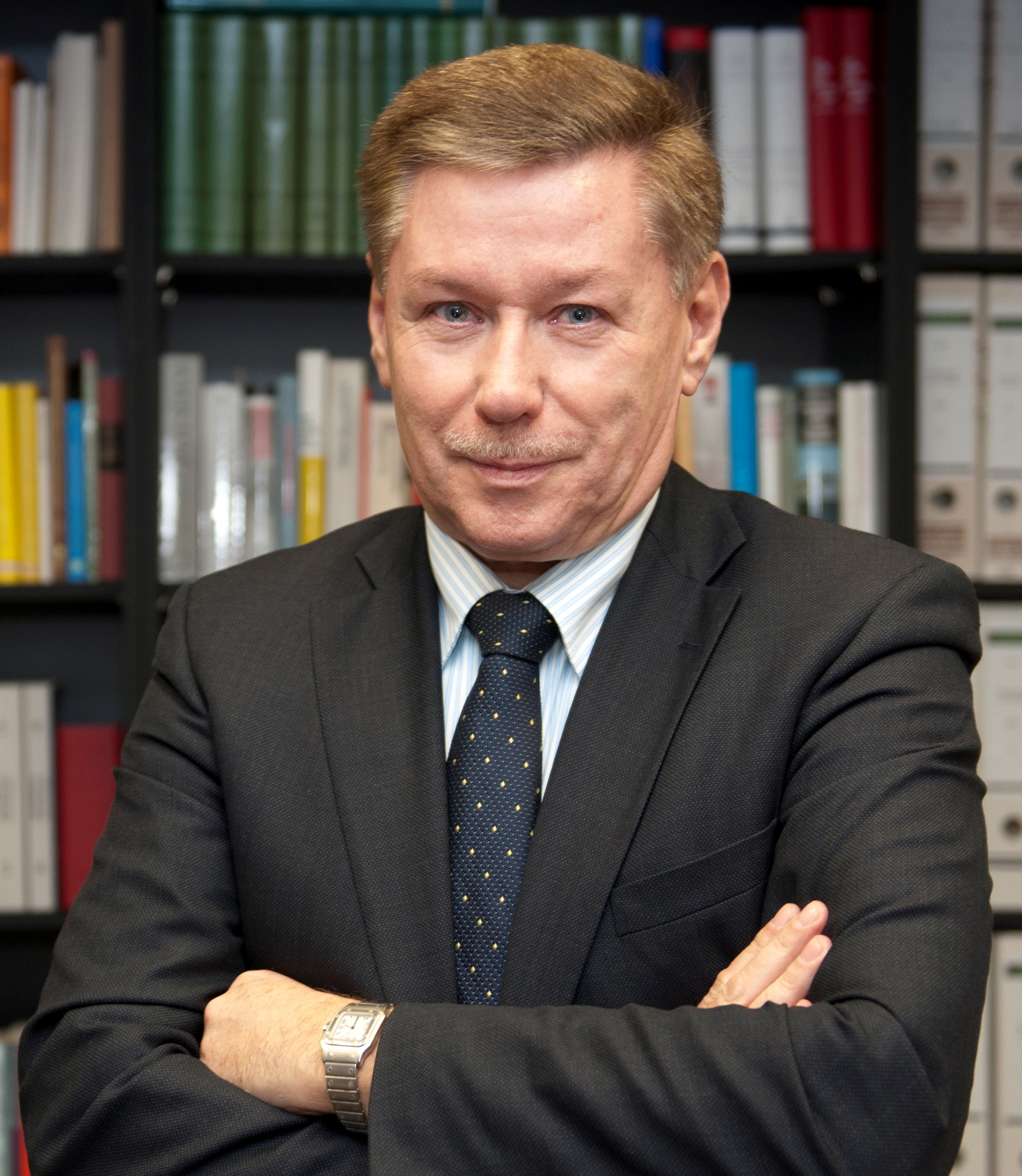
Manfred Görtemaker (2012)

Manfred Hinrich Görtemaker (* 28. April 1951 in Großoldendorf/Ostfriesland) ist ein deutscher Historiker. Er ist emeritierter Professor für Geschichte des 19./20. Jahrhunderts der Universität Potsdam.

## Leben
Nach dem Abitur am Gymnasium Westerstede studierte Görtemaker von 1969 bis 1975 Geschichte, Politikwissenschaft und Publizistik an der Westfälischen Wilhelms-Universität in Münster und an der Freien Universität (FU) Berlin, wo ihn insbesondere Richard Löwenthal als akademischer Lehrer prägte. Parallel dazu absolvierte er ein journalistisches Volontariat bei der Siegener Zeitung. Er war von 1975 bis 1980 wissenschaftlicher Assistent von Arnulf Baring, zunächst am Otto-Suhr-Institut für Politikwissenschaft und nach Barings Wechsel 1976 auf den Lehrstuhl für Zeitgeschichte und Internationale Beziehungen am geschichtswissenschaftlichen Friedrich-Meinecke-Institut der FU.
Görtemaker wurde 1977 bei Ulrich Albrecht mit einer politikwissenschaftlichen Arbeit zur Entspannungspolitik und europäischen Sicherheit im Ost-West-Verhältnis promoviert. 1980/81 arbeitete er als John F. Kennedy Memorial Fellow an der Harvard University und anschließend 1982/83 als Visiting Assistant Professor of Overseas Studies an der Stanford University. Von 1983 bis 1989 kehrte er als Hochschulassistent an die Freie Universität zurück, wo er 1990 mit einer Schrift über die Deutschland- und Europapolitik des US-Außenministers John Foster Dulles in den 1950er-Jahren habilitiert wurde. 1989/90 war er Krupp Foundation Senior Associate am Institute for East-West Security Studies in New York.
Seit 1992 war Görtemaker ordentlicher Professor für Neuere Geschichte mit dem Schwerpunkt 19./20. Jahrhundert an der Universität Potsdam. Dort fungierte er 1994/95 auch als Prorektor für Lehre und Studium sowie von 2001 bis 2004 als Vorsitzender des Senats. Seit 2014 war er erneut Mitglied des Senats. Zu seinen Schülern gehören Jürgen Angelow, Stefan Creuzberger, Helmut R. Hammerich, Clemens Heitmann, Dierk Hoffmann, Matthias Oppermann, Ernst Piper und Katarzyna Stokłosa. Im Herbst 2018 wurde Görtemaker emeritiert.
Gastprofessuren führten ihn 1995 an die Duke University in Durham (North Carolina, USA) und 1999 an das Dartmouth College in Hanover (New Hampshire, USA). 2002/03 war er Visiting Fellow am St. Antony’s College der University of Oxford. Von 2005 bis 2017 war er Gastprofessor am Dipartimento di Politica, Istituzioni, Storia der Università di Bologna und am Dipartimento di Scienze Politiche e Sociali der Università di Bologna.
Von 1992 bis 1994 gehörte Görtemaker dem Wissenschaftlichen Beirat zur Neugestaltung der Historischen Stätte im Schloss Cecilienhof an. Von 1996 bis 2004 war er Mitglied des Wissenschaftlichen Beirats des Zentrums für Zeithistorische Forschung in Potsdam und von 2005 bis 2011 Mitglied des wissenschaftlichen Beirats des Menschenrechtszentrums der Universität Potsdam sowie von 2009 bis 2015 Mitglied des Wissenschaftlichen Beirats der Point-Alpha-Stiftung. Von 2006 bis 2010 wirkte er als Mitglied des wissenschaftlichen Beirats Memorium Nürnberger Prozesse an der Einrichtung eines Museums im Justizpalast in Nürnberg mit, das an die Nürnberger Prozesse von 1945 bis 1949 erinnert und zugleich die Geschichte der Völkerstrafrechtspolitik von den Haager Konferenzen bis zum 2002 eingerichteten Internationalen Strafgerichtshof in Den Haag (IStGH) dokumentiert.
Seit 1998 ist Görtemaker Vorsitzender des Wissenschaftlichen Beirats des Zentrums für Militärgeschichte und Sozialwissenschaften der Bundeswehr (ZMSBw) und des Beirates für Museumsfragen der Bundeswehr. Er ist Mitglied des Kuratoriums der Stiftung Ernst-Reuter-Archiv im Landesarchiv Berlin.
2012 wurde er zusammen mit dem Professor für Strafrecht Christoph Safferling von dem Bundesjustizministerium mit der Untersuchung der „Kontinuität des nationalsozialistischen Deutschlands in das Regierungshandeln des Bundesministeriums der Justiz in der Nachkriegszeit der 1950er und 1960er Jahre“ beauftragt. Der Abschlussbericht wurde 2016 veröffentlicht.
2016 erhielt Görtemaker das Ehrenkreuz der Bundeswehr in Gold.
Er ist mit der Historikerin Heike B. Görtemaker verheiratet.

## Werke (Auswahl)
- mit Wichard Woyke und Klaus Nieder: Sicherheit für Europa? Die Konferenz von Helsinki und Genf. Leske und Budrich, Opladen 1974, ISBN 3-7850-0251-3.
- Entspannungspolitik und europäische Sicherheit. Konflikt und Kooperation im Ost-West-Verhältnis 1962–1977 [Berlin 1979], DNB 790961520 (Dissertation FU Berlin, Fachbereich 15 – Politische Wissenschaften, 1977).
- mit Arnulf Baring, Masamori Sase und Ulrich Lins (Hrsg.): Zwei zaghafte Riesen? Deutschland und Japan seit 1945. Belser Verlag, Stuttgart und Zürich 1977, ISBN 3-7630-1181-1.
- Die unheilige Allianz. Die Geschichte der Entspannungspolitik 1943–1979. C. H. Beck Verlag, München 1979, ISBN 3-406-04454-9.
- Der gebändigte Kontinent. Verteidigung und Entspannung in Europa. Analyse und Dokumente. Osang Verlag, Bonn 1979, ISBN 3-7894-0064-5.
- mit Arnulf Baring: Machtwechsel. Die Ära Brandt-Scheel. Deutsche Verlags-Anstalt, Stuttgart 1982, ISBN 3-421-06095-9.
- mit Gerhard Wettig (Hrsg.): USA-UdSSR. Dokumente zur Sicherheitspolitik. Verlag Leske und Budrich, Opladen 1987, ISBN 3-8100-0615-7.
- Internationale Beziehungen I: Der Ost-West-Konflikt (= Informationen zur politischen Bildung, H. 245). Bundeszentrale für politische Bildung, Bonn 1994, ISSN 0046-9408.
- Deutschland im 19. Jahrhundert. Entwicklungslinien. 4., durchges. Auflage. Verlag Leske und Budrich, Opladen 1994, ISBN 3-8100-1336-6.
- Unifying Germany, 1989–1990. St. Martin’s Press, New York 1994, ISBN 0-333-61969-2.
- Der Weg zur Einheit. Deutschland seit den achtziger Jahren (= Informationen zur politischen Bildung, H. 250). Bundeszentrale für politische Bildung, Bonn 1996. Überarb. Neuaufl. 2015, ISSN 0046-9408.
- mit Kristina Hübener, Klaus Neitmann und Kärstin Weirauch (Hrsg.): Zwischen Königtum und Volkssouveränität. Die Revolution 1848/49 in Brandenburg. Peter Lang Verlag, Frankfurt am Main 1999, ISBN 3-631-34452-X.
- Geschichte der Bundesrepublik Deutschland. Von der Gründung bis zur Gegenwart. C. H. Beck Verlag, München 1999, ISBN 3-406-44554-3.
- Die Universität Potsdam. Geschichte-Bauten-Umgebung. Berlin Verlag Arno Spitz, Berlin 2001, ISBN 3-8305-0230-3.
- Geschichte Europas 1850–1918. Kohlhammer Verlag, Stuttgart 2002, ISBN 3-17-014446-4.
- mit Bildarchiv Preußischer Kulturbesitz (Hrsg.): Weimar in Berlin. Porträt einer Epoche. be.bra Verlag, Berlin 2002, ISBN 3-89809-034-5.
- mit Stefan Creuzberger (Hrsg.): Gleichschaltung unter Stalin? Die Entwicklung der Parteien im östlichen Europa 1944–1949. Verlag Ferdinand Schöningh, Paderborn 2002, ISBN 3-506-76164-1.
- Kleine Geschichte der Bundesrepublik Deutschland. C. H. Beck Verlag, München 2002, ISBN 3-406-49538-9.
- Orte der Demokratie. Ein historisch-politischer Wegweiser durch Berlin. be.bra Verlag, Berlin 2004, ISBN 3-89809-062-0.
- Bismarck und Moltke. Der preußische Generalstab und die deutsche Einigung. Otto-von-Bismarck-Stiftung, Friedrichsruh 2004, ISBN 3-933418-20-8.
- Thomas Mann und die Politik. S. Fischer, Frankfurt am Main 2005, ISBN 3-10-028710-X.
- Britain and Germany in the Twentieth Century. Berg Publishers, Oxford und London 2006, ISBN 1-85973-842-7.
- Die Berliner Republik. Wiedervereinigung und Neuorientierung. be.bra Verlag, Berlin 2009, ISBN 978-3-89809-416-0.
- mit Christoph Safferling (Hrsg.): Die Rosenburg. Das Bundesministerium der Justiz und die NS-Vergangenheit – eine Bestandsaufnahme. Vandenhoeck & Ruprecht, Göttingen 2013, ISBN 978-3-525-30046-6.
- Otto Braun. Ein preußischer Demokrat. be.bra verlag, Berlin 2014, ISBN 978-3-89809-116-9.
- 25 Jahre Universität Potsdam. Rückblicke und Perspektiven. be.bra Wissenschaft Verlag, Berlin 2016, ISBN 978-3-95410-071-2.
- Deutschland und der Westen. Gedanken zum 20. Jahrhundert. be.bra Wissenschaft Verlag, Berlin 2016, ISBN 978-3-95410-078-1.
- mit Christoph Safferling: Die Akte Rosenburg. Das Bundesministerium der Justiz und die NS-Zeit. C. H. Beck Verlag, München 2016, ISBN 978-3-406-69768-5.
- Rudolf Hess. Der Stellvertreter. C. H. Beck Verlag, München 2023, ISBN 978-3-406-65291-2